# Observatori de Canadà, França, Hawaii

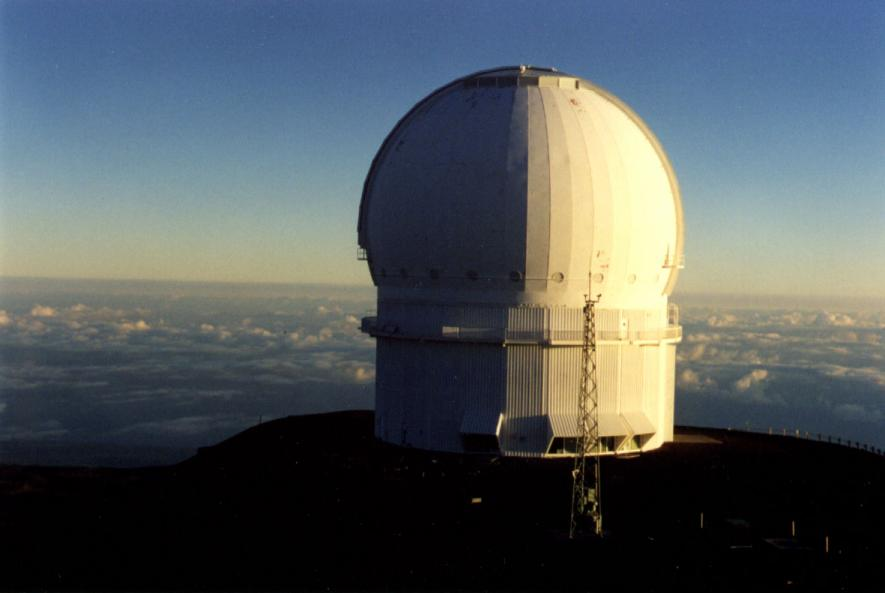
Observatori del Canadà, França, Hawaii

L'observatori del Canadà, França, Hawaii (en anglès Canada-France-Hawaii Telescope, abreviat CFHT) és un observatori astronòmic instal·lat a prop del cim del Mauna Kea a l'illa de Hawaii, a una altitud de 4204 metres sobre el nivel del mar. El seu telescopi conté una configuració del tipus Cassegrain f/8 amb un mirall de 3,58 metres de diàmetre útil. A més de la seva configuració Cassegrain, els instruments poden ser utilitzats directament en el focus primari.

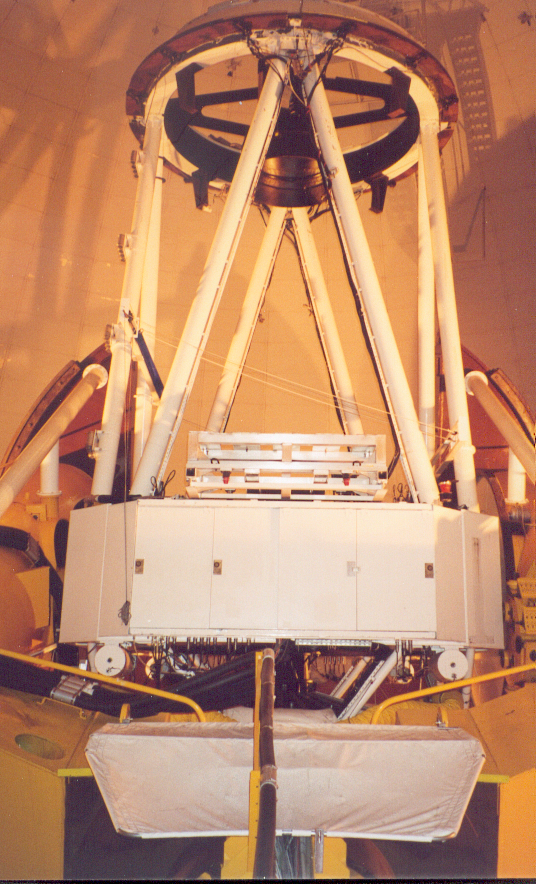
Tub del telescopi.

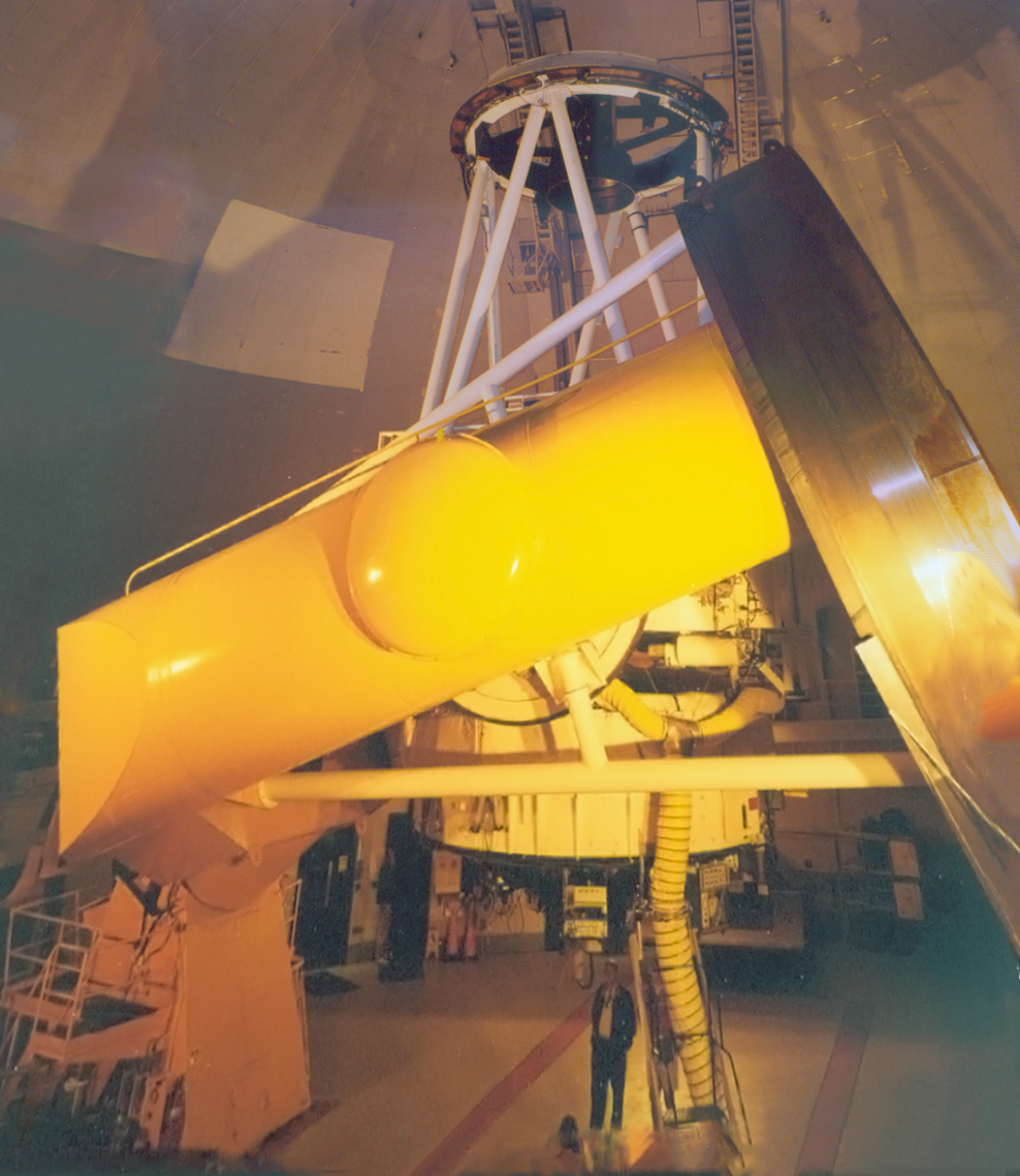
Tub i muntatge

## Instrumentació

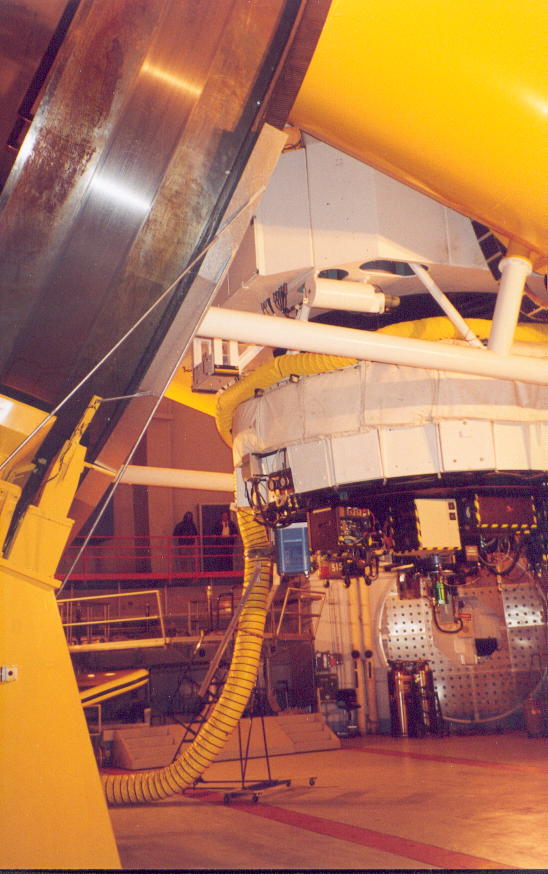
Instruments de la coberta a l'agost del 2002.

El CFHT conté els següents instruments únics:
- MegaPrime,[2] una càmera d'alta resolució de camp ampli consistent en un mosaic de 36 captadors CCD amb un total de 340 megapíxels.
- WIRCam, una càmera infraroja de gran camp que consisteix en un mosaic de quatre CCDs, per un total de 16 megapíxeles.
- ESPaDOnS,[3] un espectropolarímetre/espectroscopi d'escala.
- PUEO, lent suplementària de l'òptica adaptativa, que està disponible per als usuaris del telescopi.
- MOS, un espectroscopi multiobjectes.
- Gecko, un espectrògraf d'alta resolució.

## Col·laboració
L'observatori es regeix per un acord tripartit entre la Universitat de Hawaii, el Centre Nacional de la Recerca Científica francès i el Conseil national de recherches du Canada (CNRC). Corea del Sud i Taiwan van contribuir financerament per a la fabricació del WIRCam.
El CFHT es troba a la disposició d'investigadors del Canadà, França i l'estat de Hawaii. Els astrònoms de la Unió Europea també es poden sol·licitar participació dins del Opticon Access program. Un acord entre la Academia Sinica Institute of Astronomy and Astrophysics i el CFHT facilitava el telescopi a investigadors taiwanesos fins a finals de 2010.
El CFHT, en col·laboració amb Edizioni Scientifiche Coelum, manté el lloc web anomenat Hawaiian Starlight, que ofereix imatges d'alta qualitat preses amb el CFHT, principalment en forma d'un calendari anual.

## Programes
Des del 2003, el CFHT desenvolupa el Canada-France Ecliptic Plane Survey (CFEPS), un programa de vigilància de cossos menors del Sistema Solar situats prop del plànol de l'eclíptica amb el MégaPrime. S'han descobert més de 200 KBOs, entre ells el 2001 QW322. A partir del 2006, la cerca s'ha estès a latituds més elevades (+10° a +60°) de l'eclíptica amb el programa High-Lat Survey.